# Yuan Haowen
Pour les articles homonymes, voir Yuan.
Yuan Haowen (chinois : 元好問 ; pinyin : Yuán Hàowèn ; Wade : Yüan Hao-wên), également connu sous le nom de Yuan Yishan, né en 1190 dans la province du Shanxi et mort en 1257, est un poète chinois de la dynastie Yuan.

## Biographie
Lorsque les Mongols envahissent la Chine en 1231, il recueille le poète Bai Pu.